# Tett és Védelem Alapítvány
A Tett és Védelem Alapítvány (TEV) egy magyarországi zsidó civil szervezet, ami a pozitív zsidó identitás és a közösségi szerveződés stratégiája mentén a legfontosabb Magyarországon működő zsidó vallási és kulturális irányultságokat kívánják megjeleníteni.
Az alapítványt Köves Slomó rabbi javaslatára a Mazsihisz, az Egységes Magyarországi Izraelita Hitközség (EMIH) és a Szim Salom 2012 novemberében alapította.

## Története
A szervezet megalakulását, egy Köves Slomó által 2012 tavaszán megindított széles körű társadalmi konzultáció előzte meg. Gimnazistákkal és egyetemi hallgatókkal, kormányzati és ellenzéki politikusokkal, értelmiségiekkel és egyházi vezetőkkel folytatott több hónapos egyeztetést követően 2012 novemberében hívta életre. Megalakításában szerepet játszott az ekkoriban nagyobb nyilvánosságot kapott sorozatos antiszemita kijelentések és általában a romló minőségű közbeszéd. Az alapítvány az antiszemitizmus és a kirekesztés táptalaját adó ismerethiány, valamint az atrocitások és törvényszegések elleni erélytelen jogi fellépéssel szemben kíván új alternatívát nyújtani, a pozitív zsidó identitás és a közösségi szerveződés stratégiája mentén.
Az alapfilozófiát követve az Alapítvány munkájában közreműködők között vannak a neológiát és orthodoxiát képviselő Mazsihisz, a status quo /  EMIH - Chábád és a reform irányzatú Szim Salom vezető személyiségei, valamint az irányzatoktól független, de a társadalom elismert tagjaiként számon tartott emblematikus szervezetek vezetői egyaránt.

### Partner szervezetek
A Tett és Védelem Alapítvány már hivatalos bejegyzése előtt felvette a kapcsolatot a legjelentősebb hazai és nemzetközi társszervezetekkel, az érintett politikai és kormányzati szervekkel. A Tett és Védelem Alapítvány partnerei az amerikai Anti-Defamation League, (ADL), Community Security Trust (CST), American Jewish Committee (AJC) valamint a magyarországi Athena Intézet, Tom Lantos Intézet, Zachor Alapítvány, Haver Informális Zsidó Oktatási Közhasznú Alapítvány, valamint a Társaság a Szabadságjogokért (TASZ), valamint a Sochnut Jewish Agency. Tevékenysége során az Alapítványnak kifejezett célja az információcserén és tudástranszferen alapuló folyamatos kapcsolattartás a nemzetközi és hazai társ-szervezetekkel.

## Tevékenység
Az antiszemita gyűlöletcselekmények monitorozását a TEV által életre hívott Brüsszel Intézet, az Európai Biztonsági és Együttműködési Szervezet (EBESZ) által kidolgozott és javasolt módszerek alapján végzi. Az Intézet, a monitoring munka során, az antiszemita jelenségeket különböző, standardizált források által nyújtott információk alapján rögzíti és elemzi.
A Brüsszel Intézet kutatási és monitoring tevékenységének szakmai hátterét, irányítását és felügyeletét, többek között Dr. Kovács András szociológus, a Közép-Európai Egyetem (CEU) professzora és a Magyar Tudományos Akadémia Etnikai-Nemzeti Kisebbségkutató Intézetének tudományos tanácsadója, Dr. Barna Ildikó szociológus, az ELTE TÁTK Társadalomkutatások Módszertana tanszék adjunktusa, valamint Andrew Srulevitch, az amerikai Rágalmazásellenes liga (ADL – Anti Defamation League) Kelet-Európa szakértője adják.
Az adatgyűjtésben és kutatásban részt vevő szakemberek korábban önkéntesként, szakszerű irányítás mellett, több éves kutatómunkában szerezték ismereteiket és tapasztalataikat. Az Intézet az alapító TEV révén kiterjedt nemzetközi kapcsolatokkal rendelkezik a téma legnevesebb civil intézményeivel. Így megteremtődik a lehetőség a nemzetközi összehasonlításban is hiteles és pontos kutatási eredmények közzétételére s megnyílik az út a legfontosabb szakmai műhellyé válás útján, tekintve, hogy az Alapítvány megalakulásakor az egyik legfontosabb feladataként fogalmazta meg a hiteles, tudományos megalapozottságú adatszolgáltatást az antiszemitizmus, antiszemita jelenségek s attitűdök tárgykörében. Ez a hiányzó, eddig el nem végzett munka teremthet alapot egy a témát érintő értelmes nemzeti párbeszéd megteremtéséhez.
A Tett és Védelem Alapítvány munkája nyomán mondta ki a Magyar Tudományos Akadémia, hogy Hóman Bálintnak komoly szerepe volt a Horthy-korszakban és személyes érintettsége volt az önkényuralmi rendszer kiépülésében.

### Zsidó Mesék
A „Zsidó mesék” címre hallgató videó sorozatban 54 darab rövid(2-6 perces) kisfilm található ismert és elismert művészekkel, közéleti és tudományos személyiségekkel, értelmiségiekkel arról, hogy mit jelent számukra a zsidóság, vagy hogy milyen emlékeik vagy közvetlen tapasztalatuk van a zsidósággal kapcsolatban.
Az interjúalanyok többsége nem zsidó vallású-identitású, és eltérően vélekednek a zsidó közösségekről és identitásról, de a filmekből megismerhető tapasztalatuk, véleményük egy esetben sem kirekesztő vagy negatív. A felvételeket minden szereplő esetében más-más csillagos házban forgatták. A felkért emberek mind pozitívan álltak a projekthez, szereplést elvi okokra hivatkozva senki sem utasított vissza.
A projekt a Civil Alap – 2014 és a Tett és Védelem Alapítvány támogatásával valósult meg.

## Szervezeti felépítés
Az alapítvány elnöke Bodnár Dániel. A kuratórium tagjai még Guba Gergely a Szim Salom elnöke, Dr. Bőhm András az EMIH alelnöke és Megyeri András.

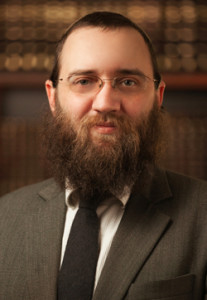
Bodnár Dániel
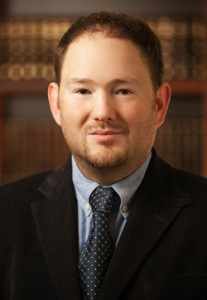
Guba Gergely
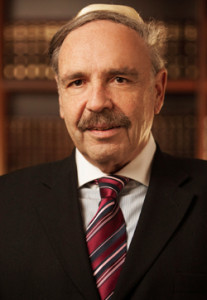
Dr. Bőhm András
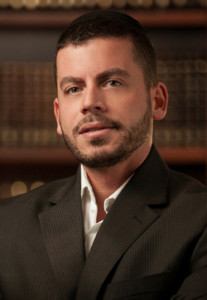
Megyeri András

### Külső hivatkozások
- Az alapítvány Youtube csatornája
- Lemondott a Tett és Védelem Alapítvány kuratóriumának egyik tagja - Kibic Magazin